# Zespół Mohra-Tranebjaerga
Zespół Mohra-Tranebjærg (ang. Mohr-Tranebjærg syndrome, deafness-dystonia-optic neuronopathy DDON, MTS, DFN-1) – uwarunkowana genetycznie choroba neurodegeneracyjna o dziedziczeniu sprzężonym z chromosomem X, charakteryzująca się czuciowym ubytkiem słuchu, postępującą dystonią i osłabieniem wzroku.
Jest rzadką chorobą, ale obok zespołu Alporta, zespół Mohra-Tranebjaerga stanowi jedną z głównych przyczyn sprzężonej z chromosomem X głuchoty zespołowej. U pacjentów z MTS obserwuje się ponadto objawy psychiatryczne, upośledzenie zdolności poznawczych i zaburzenia behawioralne. Głuchota o wczesnym początku jest jedynym objawem swoistym i stale występującym; wszystkie pozostałe objawy występują niestale i w różnym nasileniu. Neurodegeneracja jest wieloogniskowa i postępująca. Przyczyną choroby jest mutacja w genie TIMM8A/DDP1 w locus Xq22. Większość opisanych mutacji to mutacje z utratą funkcji, nonsensowne, insercje i delecje. Opisano jedynie dwie mutacje typu missens: jedną w kodonie start (M1I), a drugą, o charakterze substytucji, w wysoce konserwatywnym obszarze genu w kodonie cysteiny (C66W). DDP1/TIMM8A koduje mały polipeptyd liczący 97 reszt aminokwasowych, ang. deafness-dystonia peptide 1 (DDP1). Badania czynnościowe pozwoliły zlokalizować peptyd DDP1 w mitochondriach, gdzie pełni on funkcję przy transporcie kodowanych przez jądrowe DNA preprotein do wewnętrznej błony mitochondrialnej. Chorobę opisał Jan Gunnar Faye Mohr i K. Mageroy w 1961 roku. Rodzinę opisaną przez Mohra ponownie w latach 90. przebadali Lisbeth Tranebjærg i wsp. z Uniwersytetu w Kopenhadze.